# Lijst van HTTP-statuscodes
Servers en browsers communiceren door middel van de HTTP-statuscodes.

## Statuscodes

### 100+: Mededelend
- 100: Doorgaan
- 101: Protocolwissel
- 102: Processing

### 200+: Goed gevolg
- 200: OK
- 201: Aangemaakt
- 202: Aanvaard
- 203: Niet-gemachtigde informatie
- 204: Geen inhoud
- 205: Inhoud opnieuw instellen
- 206: Gedeeltelijke inhoud
- 207: Meerdere statussen
- 208: Al gerapporteerd

### 300+: Omleiding
- 300: Meerkeuze
- 301: Definitief verplaatst
- 302: Gevonden (voorheen onder HTTP/1.0: Tijdelijk verplaatst)
- 303: Zie andere
- 304: Niet gewijzigd
- 305: Gebruik Proxy (Vele HTTP-clients (zoals Mozilla en Internet Explorer) gaan, wegens veiligheidsredenen, slecht met deze code om.)
- 306: (Gereserveerd)
- 307: Tijdelijke omleiding
- 308: Definitieve omleiding

### 400+: Aanvraagfout
- 400: Foute aanvraag
- 401: Niet geautoriseerd
- 402: Betaalde toegang
- 403: Verboden toegang
- 404: Niet gevonden
- 405: Methode niet toegestaan
- 406: Niet aanvaardbaar
- 407: Authenticatie op de proxyserver verplicht
- 408: Aanvraagtijd verstreken
- 409: Conflict
- 410: Verdwenen
- 411: Lengte benodigd
- 412: Niet voldaan aan vooraf gestelde voorwaarde
- 413: Aanvraag te groot
- 414: Aanvraag-URL te lang
- 415: Media-type niet ondersteund
- 416: Aangevraagd gedeelte niet opvraagbaar
- 417: Niet voldaan aan verwachting
- 418: I'm a teapot (1 aprilgrap; zie HTCPCP) (gedefinieerd in RFC 2324[1])
- 419: Pagina verlopen (onofficiële HTTP-code van Laravel)
- 422: Aanvraag kan niet verwerkt worden
- 423: Afgesloten
- 424: Gefaalde afhankelijkheid
- 426: Upgrade nodig
- 428: Voorwaarde nodig
- 429: Te veel requests
- 431: Headers van de aanvraag te lang
- 450: Geblokkeerd door Windows Parental Controls (niet-officiële HTTP-statuscode)
- 451: Toegang geweigerd om juridische redenen.[2] De code is een toespeling op de roman Fahrenheit 451.
- 494: Request Header Too Large (Nginx). Deze header lijkt op header 431 maar wordt gebruikt door Nginx.
- 495: Cert Error (Nginx). Wordt gebruikt door Nginx om een normale fout te melden en die van een certificaatfout in de logboeken te onderscheiden.
- 496: No Cert (Nginx). Wordt gebruikt door Nginx om een ontbrekend certificaat te melden en de foutcode te onderscheiden van een normale fout.
- 497: HTTP to HTTPS (Nginx): Interne code van Nginx om aan te geven dat er een http aanvraag is op een HTTPS-poort.
- 498: Token expired/invalid (Esri): Een code van 498 geeft aan dat het token verlopen of ongeldig is.
- 499: Token required (Esri): Wordt weggegeven door Esri dat er een token nodig is wanneer er geen is gegeven

### 500+: Serverfout
- 500: Interne serverfout
- 501: Niet geïmplementeerd
- 502: Bad Gateway
- 503: Dienst niet beschikbaar
- 504: Gateway Timeout
- 505: HTTP-versie wordt niet ondersteund
- 509: Bandbreedte overschreden (niet-officiële HTTP-statuscode)
- 510: Niet verlengd
- 511: Netwerkauthenticatie vereist
- 521: Webserver is down (Cloudflare)
- 522: Connectie duurt te lang (Cloudflare)
- 523: Herkomst is onbereikbaar (Cloudflare)
- 524: Time-out opgetreden (Cloudflare)[3]
- 525: TLS-handshake mislukt (Cloudflare)[3]
- 526: Ongeldig SSL-certificaat (Cloudflare)[3]